# Hauptstaatsarchiv Stuttgart

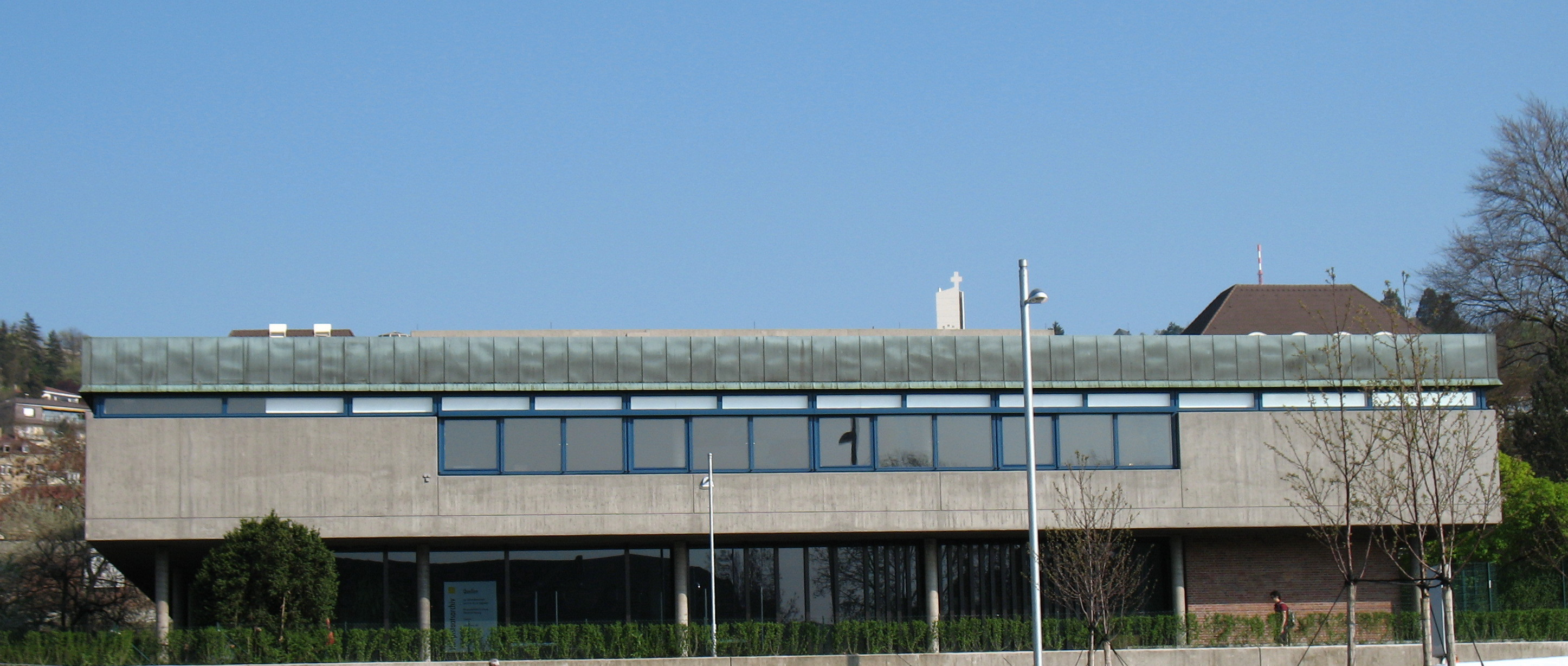
Ansicht von Norden

Das Hauptstaatsarchiv Stuttgart (Abkürzung: HStAS) ist das für die Ministerien des Landes Baden-Württemberg zuständige Archiv. Außerdem enthält es die Bestände der Grafschaft bzw. des Herzogtums Württemberg bis 1806, der württembergischen Zentralbehörden des 19. und 20. Jahrhunderts sowie der Anfang des 19. Jahrhunderts als Folge der Mediatisierung an Württemberg gefallenen Herrschaften und Reichsstädte in Südwürttemberg. Hinzu kommt die nichtstaatliche Überlieferung und das für Baden-Württemberg zentrale audiovisuelle Archiv.
Das Hauptstaatsarchiv Stuttgart wurde in den Jahren 1963 bis 1969 an der Stelle des im Zweiten Weltkrieg stark beschädigten klassizistischen Vorgängerbaus neu errichtet. Der mittlerweile unter Denkmalschutz stehende Archivzweckbau liegt zwischen der Württembergischen Landesbibliothek und dem Wilhelmspalais an der Konrad-Adenauer-Straße, der Stuttgarter Kulturmeile.  Bis 2005 war das Hauptstaatsarchiv eine eigenständige Behörde, seitdem ist es eine Abteilung des damals gegründeten Landesarchivs Baden-Württemberg.

## Archivgut

### Serien
Das Archivgut ist in hunderte von Archivbestände gegliedert. Kriterium für die Bildung eines Archivbestandes ist meist die Herkunft (Provenienzprinzip) oder die Materialart der Unterlagen. Die Archivbestände sind zu verschiedenen, hierarchisch angeordneten Bestandsgruppen zusammengefasst. Auf der obersten Ebene der Bestandsgruppen finden sich folgende 15 Bestandsgruppen, Serien genannt:
| Sign. | Serie                                            | Gebiet                      | Datierung   | Umfang    | Beschreibung |
| ----- | ------------------------------------------------ | --------------------------- | ----------- | --------- | --- |
| A     | Altwürttembergisches Archiv                      | Altwürttemberg              | unbekannt   | 4989 m    | Archivgut der Grafschaft, des Herzogtums und des Kurfürstentums Württemberg vom Mittelalter bis 1805.                                                                           |
| B     | Neuwürttembergische Herrschaften                 | Neuwürttemberg (südl. Teil) | 1090–1939   | 1668 m    | Archivgut der politischen Territorien, die 1802–1810 an Württemberg fielen (südwürttembergischer Teil; der nordwürttembergische Teil liegt im Staatsarchiv Ludwigsburg).        |
| C     | Reichs- und Kreisinstitutionen vor 1806          | Württemberg                 | 1391-19.Jh. | 0462 m    | Archivgut des Rottweiler Hofgerichts, des Reichskammergerichts und des Schwäbischen Reichskreises.                                                                              |
| E     | Kabinett, Geheimer Rat, Ministerien 1806–1945    | Württemberg                 | 1806–1945   | 2813 m    | Archivgut der Obersten Landesbehörden Württembergs (Königreich, Volksstaat) von 1806 bis 1945.                                                                                  |
| EA    | Ministerien und zentrale Dienststellen seit 1945 | Baden-Württ.                | unbekannt   | 6597 m    | Archivgut der Zentralbehörden Württemberg-Badens und Baden-Württembergs. |
| G     | Württembergisches Hausarchiv                     |                             | 12.Jh.-1928 | 0142 m    | 1807 gegründetes Selekt zu 344 Mitgliedern der Familie Württemberg mit Archivgut des württ. Kabinetts, einzelner Mitglieder des Königshauses und verschiedener württ. Behörden. |
| GU    | Archiv der Herzöge von Urach                     |                             | unbekannt   | 0123 m    | Archivgut der Familie Urach, einer 1801 entstandenen Nebenlinie der Familie Württemberg (Herzogstitel seit 1867).                                                               |
| H     | Selekte                                          | Württemberg                 | unbekannt   | 0875 m    | Archivgut, das eigentlich in die A- oder die B-Serie gehört, aber aus diversen Gründen diesen entnommen wurde.                                                                  |
| J     | Sammlungen                                       | Baden-Württ.                | unbekannt   | 0891 m    | Schriftgut-, Drucksachen-, Siegel-, Wappen-, Dia-, Plakat-, Papierbild- und Luftbildsammlungen, dazu Microfiches von Akten der amerikanischen Militärregierung.                 |
| L     | Landständisches Archiv mit Landtagsarchiv        | Württemberg                 | 15.Jh.-1933 | 0441 m    | Archivgut der altwürttembergischen Landschaft, der Stände des Königreichs Württemberg sowie des württembergischen Landtags der Weimarer Republik.                               |
| M     | Militärische Bestände                            | Württembergische Armee      | 1806–1945   | 2421 m    | Archivgut der württembergischen Militärverwaltung von 1871 bis ca. 1920, dazu Sammlungsgut (Nachlässe, Bilder) der Zeit 1806 bis 1945.                                          |
| N     | Karten, Pläne und Zeichnungen                    |                             | unbekannt   | unbekannt | Sammlung. |
| P     | Deposita                                         |                             | unbekannt   | 0517 m    | Hinterlegtes Archivgut diverser Institutionen, Verbände, Vereine, Familien und Personen.                                                                                        |
| Q     | Nachlässe, Verbands- und Familienarchive         |                             | unbekannt   | 0527 m    | Archivgut diverser Verbände, Familien, Politiker und anderer Personen des öffentlichen Lebens                                                                                   |
| R     | Audiovisuelles Archiv                            |                             | unbekannt   | unbekannt | Film- und Tondokumente unterschiedlichster Herkunft (Rundfunkanstalten, Parteien, Landtag, Behörden, Gerichte, Verbände, Vereine, Familien, Einzelpersonen).                    |

### Bestände und Archivguteinheiten
Jede Serie ist mit einer Signatur codiert (Buchstaben). Zwischen der Ebene der Serien und der Ebene der Bestände finden sich meist weitere Ebenen von Bestandsgruppen. Jede Archivguteinheit (beispielsweise eine Akte) hat ebenfalls eine Signatur. Die aus diesen Signaturteilen sich ergebende Gesamtsignatur dient zur Bestellung und zur Zitierung des Archivguts. Beispiele:
Serie A: Altwürttembergisches Archiv
Bestandsgruppe A 201-A 276: Weltliche Zentralbehörden
Bestandsgruppe A 201-A 205 a: Geheimer Rat
Bestand A 204: Protokolle des Geheimen Rats
Archivguteinheit „Bü 278“: Protokolle des Geheimen Rats. 1803
Diese Archivguteinheit hat die Gesamtsignatur „A 204 Bü 278“. Es handelt sich um eine Akte („Büschel“).
Serie H: Selekte
Bestandsgruppe H 51-H 52a: Urkundenselekte
Bestand H 51: Kaiserselekt
Archivguteinheit „U 1“: Kaiser Karl (der Große) schenkt seine regalis villa Ulm an das Kloster Reichenau, bestellt mit Bewilligung des Abts und der Mönche daselbst seinen Verwandten Adalbert zum Schutzvogt in Ulm und bestimmt zugleich das Rechtsverhältnis, in welchem künftig diese Schutzvögte zum Kloster stehen sollen. 813
Diese Archivguteinheit hat die Gesamtsignatur „H 51 U 1“. Es handelt sich um eine Pergamenturkunde aus dem 9. Jahrhundert.
Serie N: Karten, Pläne und Zeichnungen
Bestandsgruppe N 100-N 120: Gedruckte Karten
Bestand N 100: Ältere gedruckte Karten
Archivguteinheit „Nr. 437“: Fürstenthumbs Wurtenberg. 16. Jh.
Diese Archivguteinheit hat die Gesamtsignatur „N 100 Nr. 437“. Es handelt sich um eine gedruckte Karte.
(Zu jeder Archivguteinheit gibt es detaillierte Angaben. Hier sind nur Signatur, Titel und Datierung angegeben.)

## Direktoren
- 1905–1924: Eugen von Schneider
- 1933–1945: Hermann Haering
- 1946–1951: Karl Otto Müller
- 1951–1967: Max Miller
- 1970–1973: Walter Grube
- 1973–1974: Günther Haselier
- 1975–1979: Eberhard Gönner
- 1979–1994: Hans-Martin Maurer
- 1994–1997: Wolfgang Schmierer
- 1997–2006: Robert Kretzschmar
- 2006–2021: Nicole Bickhoff
- seit 2021: Peter Rückert